# Tochigi (cidade)
Tochigi (栃木市 Tochigi-shi) é uma cidade japonesa localizada na província de Tochigi.
Em 2003 a cidade tinha uma população estimada em 82 939 habitantes e uma densidade populacional de 679,49 h/km². Tem uma área total de 122,06 km².
Recebeu o estatuto de cidade a 1 de Abril de 1937.